# Medveczky Balázs (színművész)
Medveczky Balázs (Budapest, 1993. február 17. –) Junior Prima-díjas magyar színész.

## Élete
2012-ben érettségizett a Budapesti Táncművészeti Szakközépiskolában. 2017-ben végzett a Színház- és Filmművészeti Egyetemen, Máté Gábor és Dömötör András osztályában. 2017–2018-ban a Vígszínház tagja volt, ahol egyetemi gyakorlatát is töltötte. 2018–2022 között a Szegedi Nemzeti Színház színésze volt. 2022-től ismét a Vígszínház tagja.
2017-től az A Grund – vígszínházi fiúzenekar nevű formáció tagja is Wunderlich Józseffel, Zoltán Áronnal, Ember Márkkal és a kezdeményező Fesztbaum Bélával.

### Családja
Édesapja Medveczky Ádám Kossuth-díjas karmester, édesanyja Csányi Valéria karmester. Anyai ágon féltestvére Dr. Döbrössy Ágnes Anna, és Döbrössy János István, unokaöccsei Dombai Vince és Döbrössy Benedek, unokahúgai Dombai Rita, Dombai Magdolna és Döbrössy Hanna.  2023-tól párja Kovács Patrícia színésznő.

## Fontosabb színházi szerepei
| Szerző                                                       | Cím                       | Szerep                                                | Rendező             | Bemutató éve / Szerepátvétel | Színház / Produkció         |
| ------------------------------------------------------------ | ------------------------- | ----------------------------------------------------- | ------------------- | ---------------------------- | --------------------------- |
| Dés László – Geszti Péter – Békés Pál (író)                  | A dzsungel könyve         | Maugli                                                | Hegedűs D. Géza     | 1996.01.28. / 2015-2020      | Pesti Színház               |
| Nádas Péter – Vidovszky László                               | Találkozás                | Szereplő                                              | Eszenyi Enikő       | 2015                         | Vígszínház                  |
| Mike Bartlett                                                | Földrengés Londonban      | Fiatal Crannock (Rendőr)                              | Eszenyi Enikő       | 2016                         | Vígszínház                  |
| Molnár Ferenc – Dés László – Geszti Péter – Grecsó Krisztián | A Pál utcai fiúk          | Csele/Boka                                            | Marton László       | 2016-                        | Vígszínház                  |
|                                                              | A félkegyelmű             | Keller/Tockij                                         | Vidnyánszky Attila  | 2018                         | Vígszínház                  |
| Dés László – Nemes István – Böhm György – Korcsmáros György  | Valahol Európában         | Hosszú                                                | Szőcs Artur         | 2018                         | Szegedi Nemzeti Színház     |
| William Shakespeare                                          | Szentivánéji álom         | Oberon, tündérkirály                                  | Horgas Ádám         | 2018                         | Szegedi Nemzeti Színház     |
| Szirmai Albert – Bakonyi Gábor – Gábor Andor                 | Mágnás Miska              | Mixi                                                  | Peller Károly       | 2018                         | Szegedi Nemzeti Színház     |
| Anton Pavlovics Csehov                                       | Sirály                    | Konsztantyin Gavrilovics Trepljov, a fia, fiatalember | Barnák László       | 2020                         | Szegedi Nemzeti Színház     |
| Ken Ludwig                                                   | Primadonnák               | Leo Humphrey                                          | Szirtes Tamás       | 2021                         | Játékszín                   |
|                                                              | 39 lépcsőfok              | Richard                                               | Horgas Ádám         | 2021                         | Szegedi Nemzeti Színház     |
| Szigligeti Ede – Horváth János Antal                         | Liliomfi                  | Gyuri                                                 | Horváth János Antal | 2021                         | Váci Dunakanyar Színház     |
| Cédric Chapuis                                               | Élet-ritmusra (monodráma) |                                                       | Hojsza Henrietta    | 2021                         | Szegedi Nemzeti Színház     |
| Leonard Bernstein – Arthur Laurents – Stephen Sondheim       | West Side Story           | Bernardo (Sharks)                                     | Alföldi Róbert      | 2021                         | Zikkurat Színpadi Ügynökség |
| Székely Csaba                                                | Mária országa             | Luxemburgi Zsigmond                                   | Alföldi Róbert      | 2022                         | Szegedi Nemzeti Színház     |
| Czukor Balázs – Kovács Krisztina                             | Béranyák                  |                                                       | Czukor Balázs       | 2022                         | Vígszínház                  |
| Presser Gábor – Sztevanovity Dusán – Horváth Péter           | A padlás                  | Rádiós                                                | Marton László       | 2022                         | Vígszínház                  |
| Dés László – Geszti Péter – Békés Pál                        | A dzsungel könyve         | Ká                                                    | Hegedűs D. Géza     | 2022                         | Vígszínház                  |
| Molnár Ferenc                                                | Az üvegcipő               | Császár Pál                                           | Mohácsi János       | 2023                         | Vígszínház                  |
| Kovács Adrián – Vecsei H. Miklós – ifj. Vidnyánszky Attila   | A nagy Gatsby             | George Wilson                                         | Vidnyánszky Attila  | 2023                         | Vígszínház                  |
| Böhm György – Korcsmáros György – Horváth Péter              | Valahol Európában         | Hosszú                                                | Bozsik Yvette       | 2023                         | Győri Nemzeti Színház       |
| Lénárd Róbert – Selmeczi Bea                                 | A szexualitás története   |                                                       | Lénárd Róbert       | 2023                         | TÁP Színház                 |
| Friedrich Schiller                                           | Ármány és szerelem        | Ferdinánd, a fia, őrnagy                              | David Doiashvilli   | 2024                         | Vígszínház                  |
| Spiró György                                                 | Az imposztor              | Rybak                                                 | Rudolf Péter        | 2024                         | Pesti Színház               |
| Jane Austen                                                  | Büszkeség és balítélet    | Mr. Bingley                                           | Valló Péter         | 2025                         | Vígszínház                  |
| Katy Brand                                                   | Minden jót Leo Grande     |                                                       | Keresztes Tamás     | 2025                         | Bástya Színház              |

## Filmes és televíziós szerepei
- Tóth János (2017) ...Makai
- Korhatáros szerelem (2017) ...Marci
- A Viszkis (2017) ...Zénó
- Csak színház és más semmi (2018)
- 200 első randi (2018)
- A tanár (2019) ...Robi
- Drága örökösök (2019) ...Jógaoktató
- Jófiúk (2019) ... Jimmy
- Apatigris (2020–2023) ...Gerő Gábor
- Kék róka (2022) ...Kálmán pincér
- Pepe (2022–2023) ...Sebes Dániel "Dani"
- Hogyan tudnék élni nélküled? (2024) ...Novai Balázs
- Hunyadi (2025) ...Újlaki Miklós

## Díjai, elismerései
- Szegedi Tudományegyetem közönségdíja (2019, 2022)[13][14]
- Junior Prima-díj (2023)[15]